# IC 2311
IC 2311 ist eine elliptische Galaxie vom Hubble-Typ E0 im Sternbild Puppis am Südsternhimmel. Sie ist rund 73 Millionen Lichtjahre von der Milchstraße entfernt.
Das Objekt wurde am 16. Februar 1898 von Herbert Alonzo Howe entdeckt.